# Oui
Oui är en ort i Burkina Faso.   Den ligger i provinsen Province du Bam och regionen Centre-Nord, i den centrala delen av landet, 120 km norr om huvudstaden Ouagadougou. Oui ligger 362 meter över havet och antalet invånare är 939.
Terrängen runt Oui är platt. Närmaste större samhälle är Horé, 18,7 km sydost om Oui.
Trakten runt Oui består i huvudsak av gräsmarker. Runt Oui är det ganska tätbefolkat, med 116 invånare per kvadratkilometer.